# Haemaphysalis fossae
Haemaphysalis fossae är en fästingart som beskrevs av Harry Hoogstraal 1953. Haemaphysalis fossae ingår i släktet Haemaphysalis och familjen hårda fästingar.
Artens utbredningsområde är Madagaskar. Inga underarter finns listade i Catalogue of Life.